# Compagnie du rideau gris
La Compagnie du rideau gris est une troupe de théâtre fondée à Marseille en 1931 par Louis Ducreux.

## Historique
Réunissant un groupe de jeunes étudiants marseillais passionnés de théâtre, cette compagnie, l'une des premières troupes de décentralisation existantes en France, avait résolu d'apporter en province le même esprit artistique que celui du Cartel des Quatre (Louis Jouvet, Georges Pitoëff, Charles Dullin et Gaston Baty).
Louis Ducreux, bientôt rejoint par André Roussin, codirigea pendant ces douze années d'activité la compagnie qu'il avait fondée.
Sous l'impulsion d'Henri Fluchère  (1898-1987), la troupe mit à son répertoire plusieurs pièces élisabéthaines alors peu connues en France. C'est ainsi que furent montées, outre La Tempête de Shakespeare, L'Opéra des Gueux de John Gay,  ou encore La duchesse d'Amalfi de John Webster, pièce que la compagnie vint jouer à Paris à la Comédie des Champs-Élysées à l'automne 1937.

## Repères
- Date de la première représentation : Mardi 3 mars 1931 - Salle Massilia - Au Grand Large, de Sutton Vane
- Firent partie des premières distributions : Hubert Bricart, Madeleine Cheminat, Billy Rodrigue, Louis Ducreux, Yves Picot, Pierre Neumann, Cécile Jean, Pierre Bourgoin, Henri Fluchère, Jacques Roussin, Georges Fenouil, Suzanne Ducreux, Denise Lorys, Guy Stora, Oscar Mouriès, Henriette Champollion, Robert Jeffery, Sam Benveniste.

## Les principes
Le premier programme édité par la compagnie comportait un texte de Louis Ducreux intitulé Le Rideau Gris, son présent, son devenir. On pouvait y lire ceci :
« Dans une circulaire adressée il y a deux mois aux hommes de bonne volonté, nous demandions deux cents adhérents pour pouvoir donner vie à notre club. Ce nombre, aujourd'hui atteint puis dépassé, nous permet de tenir nos engagement en créant à Marseille le premier club théâtral d'avant-garde.
Notre premier devoir sera donc de remercier tous ceux qui, nous faisant confiance, sont venus à nous, ont osé être les premiers adhérents, ont osé en recruter d'autres, enrôler leurs amis, créer un mouvement et permettre à un organisme nouveau de faire ses preuves.
Mais nous leur demanderons davantage, car nous ne pourrons aborder les vastes réalisations que nous projetons qu'avec un groupe bien plus important. Celui existant aujourd'hui ne doit être qu'un noyau autour duquel se développera une association puissante pouvant donner à Marseille les représentations scéniques dont, seul en France, Paris bénéficia jusqu'à maintenant, alors qu'à l'étranger la plupart des villes importantes connaissent des spectacles de valeur.
Décentraliser l'art théâtral, tel doit être notre but. Nos adhérents actuels doivent nous aider à le réaliser. »